# Interlands Cypriotisch voetbalelftal 1980-1989
Deze pagina toont een chronologisch en gedetailleerd overzicht van de interlands die het Cypriotisch voetbalelftal heeft gespeeld in de periode 1980 – 1989.

## Interlands

### 1980
|                                                                        |                           |       |                        |                                                                                 |
| 16 januari Vriendschappelijk № 64 «onderlinge duels» 15:00 uur (UTC+2) | Cyprus                    | 1 – 1 | Griekenland            | GSP-stadion, Nicosia Toeschouwers: 8.456 Scheidsrechter: Theodosis Aspris (CYP) |
| 16 januari Vriendschappelijk № 64 «onderlinge duels» 15:00 uur (UTC+2) | Dimitris Kyzas 80' (pen.) |       | 28' Nikos Anastopoulos | GSP-stadion, Nicosia Toeschouwers: 8.456 Scheidsrechter: Theodosis Aspris (CYP) |

|                                                                         |                                                 |       |                                                 |                                                                              |
| 26 maart WK 1982 kwalificatie № 65 «onderlinge duels» 16:00 uur (UTC+2) | Cyprus                                          | 2 – 3 | Ierland                                         | Makariostadion, Nicosia Toeschouwers: 6.500 Scheidsrechter: Zvi Sharir (ISR) |
| 26 maart WK 1982 kwalificatie № 65 «onderlinge duels» 16:00 uur (UTC+2) | Nikos Pantziaras 28' Sotiris Kaiafas 73' (pen.) |       | 8' Paul McGee 23' Paul McGee 37' Mark Lawrenson | Makariostadion, Nicosia Toeschouwers: 6.500 Scheidsrechter: Zvi Sharir (ISR) |

|                                                                           |        | |           |                                                                                |
| 11 oktober WK 1982 kwalificatie № 66 «onderlinge duels» 15:45 uur (UTC+2) | Cyprus | 0 – 7 | Frankrijk | Tsirionstadion, Limasol Toeschouwers: 9.500 Scheidsrechter: Bruno Galler (SUI) |
| 11 oktober WK 1982 kwalificatie № 66 «onderlinge duels» 15:45 uur (UTC+2) |        | 4' Bernard Lacombe 14' Michel Platini 23' Michel Platini 40' Jean-François Larios 76' Jean-François Larios 82' Didier Six 87' Jacques Zimako |           | Tsirionstadion, Limasol Toeschouwers: 9.500 Scheidsrechter: Bruno Galler (SUI) |

|                                                                          | |       |        |                                                                                        |
| 19 november WK 1982 kwalificatie № 67 «onderlinge duels» 14:30 uur (UTC) | Ierland | 6 – 0 | Cyprus | Lansdowne Road, Dublin Toeschouwers: 24.351 Scheidsrechter: Eysteinn Guðmundsson (ISL) |
| 19 november WK 1982 kwalificatie № 67 «onderlinge duels» 14:30 uur (UTC) | Gerry Daly 11' Gerry Daly 24' Tony Grealish 25' Michael Robinson 29' Frank Stapleton 46' Chris Hughton 65' |       |        | Lansdowne Road, Dublin Toeschouwers: 24.351 Scheidsrechter: Eysteinn Guðmundsson (ISL) |

|                                                                            |        |                                         |        |                                                                                 |
| 21 december WK 1982 kwalificatie № 68 «onderlinge duels» 14:30 uur (UTC+2) | Cyprus | 0 – 2                                   | België | Makariostadion, Nicosia Toeschouwers: 6.000 Scheidsrechter: Bob Valentine (SCO) |
| 21 december WK 1982 kwalificatie № 68 «onderlinge duels» 14:30 uur (UTC+2) |        | 30' Erwin Vandenbergh 69' Jan Ceulemans |        | Makariostadion, Nicosia Toeschouwers: 6.000 Scheidsrechter: Bob Valentine (SCO) |

### 1981
|                                                                            |                                                             |       |                                             |                                                                                 |
| 18 februari WK 1982 kwalificatie № 69 «onderlinge duels» 20:00 uur (UTC+1) | België                                                      | 3 – 2 | Cyprus                                      | Heizelstadion, Brussel Toeschouwers: 17.445 Scheidsrechter: Arto Ravander (FIN) |
| 18 februari WK 1982 kwalificatie № 69 «onderlinge duels» 20:00 uur (UTC+1) | Gerard Plessers 12' Erwin Vandenbergh 17' Jan Ceulemans 67' |       | 41' Stefanos Lysandrou 52' Foivos Vrachimis | Heizelstadion, Brussel Toeschouwers: 17.445 Scheidsrechter: Arto Ravander (FIN) |

|                                                                            |                                                           |       |        |                                                                                      |
| 22 februari WK 1982 kwalificatie № 70 «onderlinge duels» 14:30 uur (UTC+1) | Nederland                                                 | 3 – 0 | Cyprus | Stadion Oosterpark, Groningen Toeschouwers: 12.972 Scheidsrechter: Howard King (WAL) |
| 22 februari WK 1982 kwalificatie № 70 «onderlinge duels» 14:30 uur (UTC+1) | Hugo Hovenkamp 15' Cees Schapendonk 48' Dick Nanninga 58' |       |        | Stadion Oosterpark, Groningen Toeschouwers: 12.972 Scheidsrechter: Howard King (WAL) |

|                                                                      |        |                      |             |                                                                                         |
| 15 april Vriendschappelijk № 71 «onderlinge duels» 20:30 uur (UTC+3) | Cyprus | 0 – 1                | Griekenland | Makariostadion, Nicosia Toeschouwers: 10.000 Scheidsrechter: Giorgos Chrissanthou (CYP) |
| 15 april Vriendschappelijk № 71 «onderlinge duels» 20:30 uur (UTC+3) |        | 33' Kostas Iosifidis |             | Makariostadion, Nicosia Toeschouwers: 10.000 Scheidsrechter: Giorgos Chrissanthou (CYP) |

|                                                                         |        |                     |           |                                                                                |
| 29 april WK 1982 kwalificatie № 72 «onderlinge duels» 20:30 uur (UTC+3) | Cyprus | 0 – 1               | Nederland | Makariostadion, Nicosia Toeschouwers: 7.500 Scheidsrechter: Ivan Yosifov (BUL) |
| 29 april WK 1982 kwalificatie № 72 «onderlinge duels» 20:30 uur (UTC+3) |        | 29' Cees van Kooten |           | Makariostadion, Nicosia Toeschouwers: 7.500 Scheidsrechter: Ivan Yosifov (BUL) |

|                                                                           |                                                                                      |       |        |                                                                                |
| 5 december WK 1982 kwalificatie № 73 «onderlinge duels» 20:30 uur (UTC+1) | Frankrijk                                                                            | 4 – 0 | Cyprus | Parc des Princes, Parijs Toeschouwers: 43.437 Scheidsrechter: Edwin Borg (MLT) |
| 5 december WK 1982 kwalificatie № 73 «onderlinge duels» 20:30 uur (UTC+1) | Dominique Rocheteau 25' Bernard Lacombe 29' Bernard Lacombe 82' Bernard Genghini 86' |       |        | Parc des Princes, Parijs Toeschouwers: 43.437 Scheidsrechter: Edwin Borg (MLT) |

### 1982
|                                                    |       |                      |        |                               |
| 15 april Vriendschappelijk № 74 «onderlinge duels» | Syrië | 0 – 1                | Cyprus | Damascus Toeschouwers: 15.000 |
| 15 april Vriendschappelijk № 74 «onderlinge duels» |       | 25' Foivos Vrachimis |        | Damascus Toeschouwers: 15.000 |

|                                                                      |                                                         |       |                      |                                                                           |
| 1 mei EK 1984 kwalificatie № 75 «onderlinge duels» 17:15 uur (UTC+3) | Roemenië                                                | 3 – 1 | Cyprus               | Corvinul, Hunedoara Toeschouwers: 9.103 Scheidsrechter: Arsen Hoxha (ALB) |
| 1 mei EK 1984 kwalificatie № 75 «onderlinge duels» 17:15 uur (UTC+3) | Florea Văetuş 16' Rodion Cămătaru 19' László Bölöni 71' |       | 29' Foivos Vrachimis | Corvinul, Hunedoara Toeschouwers: 9.103 Scheidsrechter: Arsen Hoxha (ALB) |

|                                                                        |                            |       |                   |                                                                                      |
| 27 oktober Vriendschappelijk № 76 «onderlinge duels» 17:30 uur (UTC+2) | Cyprus                     | 1 – 1 | Griekenland       | Makariostadion, Nicosia Toeschouwers: 3.500 Scheidsrechter: Vasos Konstantinou (CYP) |
| 27 oktober Vriendschappelijk № 76 «onderlinge duels» 17:30 uur (UTC+2) | Giannakis Giangoudakis 90' |       | 89' Thomas Mavros | Makariostadion, Nicosia Toeschouwers: 3.500 Scheidsrechter: Vasos Konstantinou (CYP) |

|                                                                            |        |                      |        |                                                                                |
| 13 november EK 1984 kwalificatie № 77 «onderlinge duels» 17:00 uur (UTC+2) | Cyprus | 0 – 1                | Zweden | Makariostadion, Nicosia Toeschouwers: 6.155 Scheidsrechter: Neil Midgley (ENG) |
| 13 november EK 1984 kwalificatie № 77 «onderlinge duels» 17:00 uur (UTC+2) |        | 34' Dan Corneliusson |        | Makariostadion, Nicosia Toeschouwers: 6.155 Scheidsrechter: Neil Midgley (ENG) |

|                                                                         |                         |       |        |                                                                                             |
| 22 december Vriendschappelijk № 78 «onderlinge duels» 14:30 uur (UTC+2) | Griekenland             | 1 – 0 | Cyprus | Nationaal Stadion Zosimades, Ioannina Toeschouwers: 8.000 Scheidsrechter: Nikos Fakis (GRE) |
| 22 december Vriendschappelijk № 78 «onderlinge duels» 14:30 uur (UTC+2) | Giorgos Semertzidis 40' |       |        | Nationaal Stadion Zosimades, Ioannina Toeschouwers: 8.000 Scheidsrechter: Nikos Fakis (GRE) |

### 1983
|                                                                            |                  |       |                           |                                                                                  |
| 12 februari EK 1984 kwalificatie № 79 «onderlinge duels» 15:30 uur (UTC+2) | Cyprus           | 1 – 1 | Italië                    | Tsirionstadion, Limasol Toeschouwers: 18.583 Scheidsrechter: Bogdan Dochev (BUL) |
| 12 februari EK 1984 kwalificatie № 79 «onderlinge duels» 15:30 uur (UTC+2) | Takis Mauris 47' |       | 57' (e.d.) Nikos Patikkis | Tsirionstadion, Limasol Toeschouwers: 18.583 Scheidsrechter: Bogdan Dochev (BUL) |

|                                                                         |                       |       |                      |                                                                                   |
| 27 maart EK 1984 kwalificatie № 80 «onderlinge duels» 16:45 uur (UTC+3) | Cyprus                | 1 – 1 | Tsjecho-Slowakije    | Makariostadion, Nicosia Toeschouwers: 6.951 Scheidsrechter: Stjepan Glavina (YUG) |
| 27 maart EK 1984 kwalificatie № 80 «onderlinge duels» 16:45 uur (UTC+3) | Fanis Theophanous 21' |       | 60' Přemysl Bičovský | Makariostadion, Nicosia Toeschouwers: 6.951 Scheidsrechter: Stjepan Glavina (YUG) |

|                                                                         | |       |        |                                                                                          |
| 16 april EK 1984 kwalificatie № 81 «onderlinge duels» 14:00 uur (UTC+2) | Tsjecho-Slowakije | 6 – 0 | Cyprus | Stadion Evžena Rošického, Praag Toeschouwers: 8.180 Scheidsrechter: Norbert Rolles (LUX) |
| 16 april EK 1984 kwalificatie № 81 «onderlinge duels» 14:00 uur (UTC+2) | Václav Daněk 3' Václav Daněk 29' Zdeněk Prokeš 48' Václav Daněk 48' Ladislav Jurkemik 56' Kostas Miamiliotis 69' (e.d.) |       |        | Stadion Evžena Rošického, Praag Toeschouwers: 8.180 Scheidsrechter: Norbert Rolles (LUX) |

|                                                                       |                                                                                            |       |        |                                                                                 |
| 15 mei EK 1984 kwalificatie № 82 «onderlinge duels» 18:00 uur (UTC+2) | Zweden                                                                                     | 5 – 0 | Cyprus | Malmöstadion, Malmö Toeschouwers: 19.801 Scheidsrechter: Juhani Smolander (FIN) |
| 15 mei EK 1984 kwalificatie № 82 «onderlinge duels» 18:00 uur (UTC+2) | Robert Prytz 53' Dan Corneliusson 57' Glenn Hysén 61' Andreas Ravelli 72' Robert Prytz 76' |       |        | Malmöstadion, Malmö Toeschouwers: 19.801 Scheidsrechter: Juhani Smolander (FIN) |

|                                                                            |        |                   |          |                                                                               |
| 12 november EK 1984 kwalificatie № 83 «onderlinge duels» 15:00 uur (UTC+2) | Cyprus | 0 – 1             | Roemenië | Tsirionstadion, Limasol Toeschouwers: 5.277 Scheidsrechter: Ron Bridges (WAL) |
| 12 november EK 1984 kwalificatie № 83 «onderlinge duels» 15:00 uur (UTC+2) |        | 78' László Bölöni |          | Tsirionstadion, Limasol Toeschouwers: 5.277 Scheidsrechter: Ron Bridges (WAL) |

|                                                                            |                                                                     |       |                           |                                                                                        |
| 22 december EK 1984 kwalificatie № 84 «onderlinge duels» 14:30 uur (UTC+1) | Italië                                                              | 3 – 1 | Cyprus                    | Stadio Renato Curi, Perugia Toeschouwers: 25.822 Scheidsrechter: Oliver Donnelly (NIR) |
| 22 december EK 1984 kwalificatie № 84 «onderlinge duels» 14:30 uur (UTC+1) | Alessandro Altobelli 53' Antonio Cabrini 82' Paolo Rossi 86' (pen.) |       | 68' (pen.) Marios Tsingis | Stadio Renato Curi, Perugia Toeschouwers: 25.822 Scheidsrechter: Oliver Donnelly (NIR) |

### 1984
|                                                                      |                       |       |                       |                                                                                           |
| 11 april Vriendschappelijk № 85 «onderlinge duels» 17:00 uur (UTC+3) | Griekenland           | 1 – 1 | Cyprus                | Apostolos Nikolaidisstadion, Athene Toeschouwers: 2.942 Scheidsrechter: Nikos Fakis (GRE) |
| 11 april Vriendschappelijk № 85 «onderlinge duels» 17:00 uur (UTC+3) | Nikos Anastopoulos 5' |       | 72' Fanis Theophanous | Apostolos Nikolaidisstadion, Athene Toeschouwers: 2.942 Scheidsrechter: Nikos Fakis (GRE) |

|                                                                      |                           |       |                                          |                                                                                     |
| 2 mei WK 1986 kwalificatie № 86 «onderlinge duels» 20:30 uur (UTC+3) | Cyprus                    | 1 – 2 | Oostenrijk                               | Makariostadion, Nicosia Toeschouwers: 3.455 Scheidsrechter: Menahem Ashkenazi (ISR) |
| 2 mei WK 1986 kwalificatie № 86 «onderlinge duels» 20:30 uur (UTC+3) | Pashalis Christoforou 72' |       | 37' Martin Gisinger 75' Herbert Prohaska | Makariostadion, Nicosia Toeschouwers: 3.455 Scheidsrechter: Menahem Ashkenazi (ISR) |

|                                                                         |        |                                               |             |                                                                                  |
| 1 september Vriendschappelijk № 87 «onderlinge duels» 17:30 uur (UTC+3) | Cyprus | 0 – 2                                         | Griekenland | Tsirionstadion, Limasol Toeschouwers: 6.000 Scheidsrechter: Kyros Georgiou (CYP) |
| 1 september Vriendschappelijk № 87 «onderlinge duels» 17:30 uur (UTC+3) |        | 84' Giorgos Mitsibonas 90' Nikos Anastopoulos |             | Tsirionstadion, Limasol Toeschouwers: 6.000 Scheidsrechter: Kyros Georgiou (CYP) |

|                                                                        |        |       |        |                                                                                 |
| 31 oktober Vriendschappelijk № 88 «onderlinge duels» 17:30 uur (UTC+2) | Cyprus | 0 – 0 | Canada | Makariostadion, Nicosia Toeschouwers: 6.000 Scheidsrechter: Kostas Kapsos (CYP) |
| 31 oktober Vriendschappelijk № 88 «onderlinge duels» 17:30 uur (UTC+2) |        |       |        | Makariostadion, Nicosia Toeschouwers: 6.000 Scheidsrechter: Kostas Kapsos (CYP) |

|                                                                            |                 |       |                                  |                                                                                  |
| 17 november WK 1986 kwalificatie № 89 «onderlinge duels» 18:00 uur (UTC+2) | Cyprus          | 1 – 2 | Hongarije                        | Tsirionstadion, Limasol Toeschouwers: 4.650 Scheidsrechter: Brian McGinlay (SCO) |
| 17 november WK 1986 kwalificatie № 89 «onderlinge duels» 18:00 uur (UTC+2) | Kostas Foti 28' |       | 49' Antal Róth 89' Tibor Nyilasi | Tsirionstadion, Limasol Toeschouwers: 4.650 Scheidsrechter: Brian McGinlay (SCO) |

|                                                                     |                     |       |           |                                                                      |
| 17 december Vriendschappelijk № 90 «onderlinge duels» 14:45 (UTC+2) | Cyprus              | 1 – 0 | Luxemburg | Makariostadion, Nicosia Toeschouwers: 1.000 Scheidsrechter: onbekend |
| 17 december Vriendschappelijk № 90 «onderlinge duels» 14:45 (UTC+2) | Soteris Tsikkos 52' |       |           | Makariostadion, Nicosia Toeschouwers: 1.000 Scheidsrechter: onbekend |

|                                                                            |        |                   |           |                                                                                 |
| 23 december WK 1986 kwalificatie № 91 «onderlinge duels» 14:30 uur (UTC+2) | Cyprus | 0 – 1             | Nederland | Makariostadion, Nicosia Toeschouwers: 2.371 Scheidsrechter: Bogdan Dochev (BUL) |
| 23 december WK 1986 kwalificatie № 91 «onderlinge duels» 14:30 uur (UTC+2) |        | 84' Peter Houtman |           | Makariostadion, Nicosia Toeschouwers: 2.371 Scheidsrechter: Bogdan Dochev (BUL) |

### 1985
|                                                                            | |       |                        |                                                                                     |
| 27 februari WK 1986 kwalificatie № 92 «onderlinge duels» 20:00 uur (UTC+1) | Nederland | 7 – 1 | Cyprus                 | Stadion De Meer, Amsterdam Toeschouwers: 19.050 Scheidsrechter: Dušan Krchňák (TCH) |
| 27 februari WK 1986 kwalificatie № 92 «onderlinge duels» 20:00 uur (UTC+1) | Erwin Koeman 12' Wim Kieft 28' Dick Schoenaker 30' Wim Kieft 58' Nikos Pantziaras 64' (e.d.) Marco van Basten 65' Dick Schoenaker 79' |       | 8' Panagiotis Marangos | Stadion De Meer, Amsterdam Toeschouwers: 19.050 Scheidsrechter: Dušan Krchňák (TCH) |

|                                                                     |                                       |       |        |                                                                              |
| 3 april Vriendschappelijk № 93 «onderlinge duels» 16:45 uur (UTC+2) | Hongarije                             | 2 – 0 | Cyprus | Népstadion, Boedapest Toeschouwers: 24.843 Scheidsrechter: Einar Halle (NOR) |
| 3 april Vriendschappelijk № 93 «onderlinge duels» 16:45 uur (UTC+2) | Tibor Nyilasi 48' László Szokolai 83' |       |        | Népstadion, Boedapest Toeschouwers: 24.843 Scheidsrechter: Einar Halle (NOR) |

|                                                                      |                                                                            |       |        |                                                                               |
| 7 mei WK 1986 kwalificatie № 94 «onderlinge duels» 19:30 uur (UTC+2) | Oostenrijk                                                                 | 4 – 0 | Cyprus | Liebenauerstadion, Graz Toeschouwers: 9.661 Scheidsrechter: Alan Snoddy (NIR) |
| 7 mei WK 1986 kwalificatie № 94 «onderlinge duels» 19:30 uur (UTC+2) | Peter Hrstic 2' Toni Polster 36' Walter Schachner 54' Gerald Willfurth 73' |       |        | Liebenauerstadion, Graz Toeschouwers: 9.661 Scheidsrechter: Alan Snoddy (NIR) |

### 1986
|                                                                         |             |       |        | |
| 19 februari Vriendschappelijk № 95 «onderlinge duels» 14:30 uur (UTC+2) | Griekenland | 0 – 0 | Cyprus | Olympisch Stadion Spyridon Louis, Athene Toeschouwers: 2.500 Scheidsrechter: Makis Germanakos (GRE) |
| 19 februari Vriendschappelijk № 95 «onderlinge duels» 14:30 uur (UTC+2) |             |       |        | Olympisch Stadion Spyridon Louis, Athene Toeschouwers: 2.500 Scheidsrechter: Makis Germanakos (GRE) |

|                                                                           |                                             |       |                                                                                               |                                                                                     |
| 3 december EK 1988 kwalificatie № 96 «onderlinge duels» 14:30 uur (UTC+2) | Cyprus                                      | 2 – 4 | Griekenland                                                                                   | Makariostadion, Nicosia Toeschouwers: 7.528 Scheidsrechter: Velichko Tsonchev (BUL) |
| 3 december EK 1988 kwalificatie № 96 «onderlinge duels» 14:30 uur (UTC+2) | Evagoras Christofi 28' Giorgos Savvidis 41' |       | 13' Kostas Antoniou 48' Lakis Papaioannou 73' Kostas Batsinilas 86' (pen.) Nikos Anastopoulos | Makariostadion, Nicosia Toeschouwers: 7.528 Scheidsrechter: Velichko Tsonchev (BUL) |

|                                                                            |        |                                 |           |                                                                             |
| 21 december EK 1988 kwalificatie № 97 «onderlinge duels» 15:30 uur (UTC+2) | Cyprus | 0 – 2                           | Nederland | Tsirionstadion, Limasol Toeschouwers: 7.483 Scheidsrechter: Ioan Igna (ROU) |
| 21 december EK 1988 kwalificatie № 97 «onderlinge duels» 15:30 uur (UTC+2) |        | 19' Ruud Gullit 73' John Bosman |           | Tsirionstadion, Limasol Toeschouwers: 7.483 Scheidsrechter: Ioan Igna (ROU) |

### 1987
|                                                                           |                                                                   |       |                  |                                                                                                 |
| 14 januari EK 1988 kwalificatie № 98 «onderlinge duels» 17:00 uur (UTC+2) | Griekenland                                                       | 3 – 1 | Cyprus           | Olympisch Stadion Spyridon Louis, Athene Toeschouwers: 41.076 Scheidsrechter: Helmut Kohl (AUT) |
| 14 januari EK 1988 kwalificatie № 98 «onderlinge duels» 17:00 uur (UTC+2) | Nikos Anastopoulos 54' Andreas Bonovas 63' Nikos Anastopoulos 66' |       | 60' Pavlos Savva | Olympisch Stadion Spyridon Louis, Athene Toeschouwers: 41.076 Scheidsrechter: Helmut Kohl (AUT) |

|                                                                           |           |               |        |                                                                                     |
| 8 februari EK 1988 kwalificatie № 99 «onderlinge duels» 15:00 uur (UTC+2) | Hongarije | 0 – 1         | Cyprus | Makariostadion, Nicosia Toeschouwers: 4.195 Scheidsrechter: Dragiša Komadinić (YUG) |
| 8 februari EK 1988 kwalificatie № 99 «onderlinge duels» 15:00 uur (UTC+2) |           | 50' Imre Boda |        | Makariostadion, Nicosia Toeschouwers: 4.195 Scheidsrechter: Dragiša Komadinić (YUG) |

|                                                                       |             |       |                     |                            |
| 25 maart Vriendschappelijk № 100 «onderlinge duels» 15:30 uur (UTC+2) | Jordanië    | 2 – 1 | Cyprus              | Amman Toeschouwers: 12.000 |
| 25 maart Vriendschappelijk № 100 «onderlinge duels» 15:30 uur (UTC+2) | Goal · Goal |       | 18' Giorgos Templar | Amman Toeschouwers: 12.000 |

|                                                                      |       |       |        |                                                                                 |
| 12 april EK 1988 kwalificatie № 101 «onderlinge duels» 12:00 (UTC+2) | Polen | 0 – 0 | Cyprus | Stadion Lechii, Gdańsk Toeschouwers: 25.000 Scheidsrechter: Simo Ruokonen (FIN) |
| 12 april EK 1988 kwalificatie № 101 «onderlinge duels» 12:00 (UTC+2) |       |       |        | Stadion Lechii, Gdańsk Toeschouwers: 25.000 Scheidsrechter: Simo Ruokonen (FIN) |

|                                                                         |        |                   |       |                                                                                      |
| 11 november EK 1988 kwalificatie № 102 «onderlinge duels» 16:00 (UTC+2) | Cyprus | 0 – 1             | Polen | Makariostadion, Nicosia Toeschouwers: 8.000 Scheidsrechter: Dimitar Sharlachki (BUL) |
| 11 november EK 1988 kwalificatie № 102 «onderlinge duels» 16:00 (UTC+2) |        | 74' Marek Leśniak |       | Makariostadion, Nicosia Toeschouwers: 8.000 Scheidsrechter: Dimitar Sharlachki (BUL) |

|                                                                            |                    |       |        |                                                                                       |
| 2 december EK 1988 kwalificatie № 103 «onderlinge duels» 17:30 uur (UTC+1) | Hongarije          | 1 – 0 | Cyprus | Megyeri úti stadion, Boedapest Toeschouwers: 2.300 Scheidsrechter: Dan Petrescu (ROU) |
| 2 december EK 1988 kwalificatie № 103 «onderlinge duels» 17:30 uur (UTC+1) | József Kiprich 90' |       |        | Megyeri úti stadion, Boedapest Toeschouwers: 2.300 Scheidsrechter: Dan Petrescu (ROU) |

|                                                                            |                                                                          |       |        |                                                                               |
| 9 december EK 1988 kwalificatie № 104 «onderlinge duels» 14:30 uur (UTC+1) | Nederland                                                                | 4 – 0 | Cyprus | Stadion De Meer, Amsterdam Toeschouwers: 300 Scheidsrechter: Ivan Grégr (TCH) |
| 9 december EK 1988 kwalificatie № 104 «onderlinge duels» 14:30 uur (UTC+1) | John Bosman 35' John Bosman 44' Ronald Koeman 63' (pen.) John Bosman 66' |       |        | Stadion De Meer, Amsterdam Toeschouwers: 300 Scheidsrechter: Ivan Grégr (TCH) |

### 1988
|                                                                     |        |                     |       |                                                                                  |
| 12 oktober Vriendschappelijk № 105 «onderlinge duels» 20:00 (UTC+3) | Cyprus | 0 – 1               | Malta | Tsirionstadion, Limasol Toeschouwers: 2.500 Scheidsrechter: Kyros Georgiou (CYP) |
| 12 oktober Vriendschappelijk № 105 «onderlinge duels» 20:00 (UTC+3) |        | 87' Carmel Busuttil |       | Tsirionstadion, Limasol Toeschouwers: 2.500 Scheidsrechter: Kyros Georgiou (CYP) |

|                                                                        |                          |       |                   |                                                                                          |
| 22 oktober WK 1990 kwalificatie № 106 «onderlinge duels» 20:00 (UTC+2) | Cyprus                   | 1 – 1 | Frankrijk         | Makariostadion, Nicosia Toeschouwers: 2.700 Scheidsrechter: Emilio Soriano Aladrén (ESP) |
| 22 oktober WK 1990 kwalificatie № 106 «onderlinge duels» 20:00 (UTC+2) | Pambos Pittas 78' (pen.) |       | 44' Daniel Xuereb | Makariostadion, Nicosia Toeschouwers: 2.700 Scheidsrechter: Emilio Soriano Aladrén (ESP) |

|                                                                            |        |                                                       |           |                                                                                   |
| 2 november WK 1990 kwalificatie № 107 «onderlinge duels» 18:00 uur (UTC+2) | Cyprus | 0 – 3                                                 | Noorwegen | Tsirionstadion, Limasol Toeschouwers: 7.767 Scheidsrechter: Edgar Azzopardi (MLT) |
| 2 november WK 1990 kwalificatie № 107 «onderlinge duels» 18:00 uur (UTC+2) |        | 57' Gøran Sørloth 78' Gøran Sørloth 90' Kjetil Osvold |           | Tsirionstadion, Limasol Toeschouwers: 7.767 Scheidsrechter: Edgar Azzopardi (MLT) |

|                                                                      |                    |       |                    |                                                                                   |
| 23 november Vriendschappelijk № 108 «onderlinge duels» 14:30 (UTC+1) | Malta              | 1 – 1 | Cyprus             | Ta' Qalistadion, Ta' Qali Toeschouwers: 2.000 Scheidsrechter: Charles Agius (MLT) |
| 23 november Vriendschappelijk № 108 «onderlinge duels» 14:30 (UTC+1) | David Carabott 16' |       | 83' Yannis Ioannou | Ta' Qalistadion, Ta' Qali Toeschouwers: 2.000 Scheidsrechter: Charles Agius (MLT) |

|                                                                             |                                                                                         |       |        |                                                                                   |
| 11 december WK 1990 kwalificatie № 109 «onderlinge duels» 18:00 uur (UTC+1) | Joegoslavië                                                                             | 4 – 0 | Cyprus | Rode Sterstadion, Belgrado Toeschouwers: 15.246 Scheidsrechter: Todor Kolev (BUL) |
| 11 december WK 1990 kwalificatie № 109 «onderlinge duels» 18:00 uur (UTC+1) | Dejan Savićević 13' Dejan Savićević 33' Faruk Hadžibegić 44' (pen.) Dejan Savićević 82' |       |        | Rode Sterstadion, Belgrado Toeschouwers: 15.246 Scheidsrechter: Todor Kolev (BUL) |

### 1989
|                                                                            |                                             |       |                                                    |                                                                                       |
| 8 februari WK 1990 kwalificatie № 110 «onderlinge duels» 15:00 uur (UTC+2) | Cyprus                                      | 2 – 3 | Schotland                                          | Tsirionstadion, Limasol Toeschouwers: 25.000 Scheidsrechter: Siegfried Kirschen (DDR) |
| 8 februari WK 1990 kwalificatie № 110 «onderlinge duels» 15:00 uur (UTC+2) | Christos Koliantris 14' Giannos Ioannou 47' |       | 9' Mo Johnston 54' Richard Gough 90' Richard Gough | Tsirionstadion, Limasol Toeschouwers: 25.000 Scheidsrechter: Siegfried Kirschen (DDR) |

|                                                                          |                                  |       |                     |                                                                                       |
| 26 april WK 1990 kwalificatie № 111 «onderlinge duels» 20:00 uur (UTC+1) | Schotland                        | 2 – 1 | Cyprus              | Hampden Park, Glasgow Toeschouwers: 50.081 Scheidsrechter: Guðmundur Haraldsson (ISL) |
| 26 april WK 1990 kwalificatie № 111 «onderlinge duels» 20:00 uur (UTC+1) | Mo Johnston 26' Ally McCoist 63' |       | 62' Floros Nikolaou | Hampden Park, Glasgow Toeschouwers: 50.081 Scheidsrechter: Guðmundur Haraldsson (ISL) |

|                                                                        |                                                       |       |                         |                                                                                  |
| 21 mei WK 1990 kwalificatie № 112 «onderlinge duels» 19:00 uur (UTC+2) | Noorwegen                                             | 3 – 1 | Cyprus                  | Ullevaalstadion, Oslo Toeschouwers: 10.271 Scheidsrechter: Peter Mikkelsen (DEN) |
| 21 mei WK 1990 kwalificatie № 112 «onderlinge duels» 19:00 uur (UTC+2) | Kjetil Osvold 17' Gøran Sørloth 34' Rune Bratseth 35' |       | 44' Christos Koliantris | Ullevaalstadion, Oslo Toeschouwers: 10.271 Scheidsrechter: Peter Mikkelsen (DEN) |

|                                                                     |        |       |       |                                                                                    |
| 11 oktober Vriendschappelijk № 113 «onderlinge duels» 17:00 (UTC+2) | Cyprus | 0 – 0 | Malta | GSZ-stadion, Larnaca Toeschouwers: 2.500 Scheidsrechter: Christos Skapoullis (CYP) |
| 11 oktober Vriendschappelijk № 113 «onderlinge duels» 17:00 (UTC+2) |        |       |       | GSZ-stadion, Larnaca Toeschouwers: 2.500 Scheidsrechter: Christos Skapoullis (CYP) |

|                                                                            |                          |       |                                         |                                                                               |
| 28 oktober WK 1990 kwalificatie № 114 «onderlinge duels» 16:45 uur (UTC+2) | Cyprus                   | 1 – 2 | Joegoslavië                             | Olympisch Stadion, Athene Toeschouwers: 1.046 Scheidsrechter: Ioan Igna (ROU) |
| 28 oktober WK 1990 kwalificatie № 114 «onderlinge duels» 16:45 uur (UTC+2) | Pambos Pittas 38' (pen.) |       | 5' Vujadin Stanojković 50' Darko Pančev | Olympisch Stadion, Athene Toeschouwers: 1.046 Scheidsrechter: Ioan Igna (ROU) |

|                                                                         |                                        |       |        |                                                                                        |
| 18 november WK 1990 kwalificatie № 116 «onderlinge duels» 20:30 (UTC+1) | Frankrijk                              | 2 – 0 | Cyprus | Stadium Municipal, Toulouse Toeschouwers: 34.687 Scheidsrechter: Valeriy Butenko (URS) |
| 18 november WK 1990 kwalificatie № 116 «onderlinge duels» 20:30 (UTC+1) | Didier Deschamps 25' Laurent Blanc 75' |       |        | Stadium Municipal, Toulouse Toeschouwers: 34.687 Scheidsrechter: Valeriy Butenko (URS) |

CONMEBOL: Bolivia · Chili  · Colombia · Ecuador · Uruguay

UEFA: Albanië · België · Bulgarije · Cyprus · Denemarken · West-Duitsland · Duitse Democratische Republiek · Engeland · Faeröer · Finland · Frankrijk · Griekenland · Hongarije · IJsland · Ierland · Israël · Italië · Joegoslavië ·  Liechtenstein · Luxemburg · Malta · Nederland · Noord-Ierland · Noorwegen · Oostenrijk · Polen · Portugal · Roemenië · San Marino · Schotland ·  Sovjet-Unie ·  Spanje · Tsjecho-Slowakije · Turkije · Wales ·  Zweden · Zwitserland

CAF: Madagaskar

KOP · A-internationals · Bondscoaches · Statistieken · Cypriotisch vrouwenelftal · Cyprus U21 · Cyprus U20 · Cyprus U19 · Cyprus U18 · Cyprus U17 · Cyprus U16
1960 – 1969 · 
1970 – 1979 · 
1980 – 1989 · 
1990 – 1999 · 
2000 – 2009 · 
2010 – 2019 ·
2020 − 2029
1960 · 
1961 · 
1962 · 
1963 · 
1964 · 
1965 · 
1966 · 
1967 · 
1968 · 
1969 · 
1970 · 
1971 · 
1972 · 
1973 · 
1974 · 
1975 · 
1976 · 
1977 · 
1978 · 
1979 · 
1980 · 
1981 · 
1982 · 
1983 · 
1984 · 
1985 · 
1986 · 
1987 · 
1988 · 
1989 · 
1990 · 
1991 · 
1992 · 
1993 · 
1994 · 
1995 · 
1996 · 
1997 · 
1998 · 
1999 · 
2000 · 
2001 · 
2002 · 
2003 · 
2004 · 
2005 · 
2006 · 
2007 · 
2008 · 
2009 · 
2010 · 
2011 · 
2012 · 
2013 ·
2014 ·
2015 ·
2016 ·
2017 ·
2018 ·
2019 ·
2020 ·
2021 ·
2022
Albanië ·
Andorra ·
Armenië ·
Azerbeidzjan ·
België ·
Bosnië en Herzegovina ·
Bulgarije ·
Canada ·
Denemarken ·
Duitsland ·
Engeland ·
Estland ·
Faeröer ·
Finland ·
Frankrijk ·
Georgië ·
Gibraltar · 
Griekenland ·
Hongarije ·
Ierland ·
IJsland ·
Irak ·
Iran ·
Israël ·
Italië ·
Japan ·
Joegoslavië ·
Jordanië ·
Kazachstan ·
Koeweit ·
Kosovo ·
Kroatië ·
Letland ·
Libanon ·
Litouwen ·
Luxemburg ·
Malta ·
Moldavië ·
Montenegro ·
Nederland ·
Noord-Ierland ·
Noord-Macedonië ·
Noorwegen ·
Oekraïne ·
Oostenrijk ·
Polen ·
Portugal ·
Roemenië ·
Rusland ·
San Marino ·
Saoedi-Arabië ·
Schotland ·
Servië ·
Slovenië ·
Slowakije ·
Sovjet-Unie ·
Spanje ·
Syrië ·
Tsjechië ·
Tsjecho-Slowakije ·
Wales ·
Wit-Rusland ·
Zweden ·
Zwitserland